# Titularbistum Tagarata
Tagarata ist ein Titularbistum der römisch-katholischen Kirche.
Es geht zurück auf einen untergegangenen Bischofssitz in der gleichnamigen antiken Stadt, die in der römischen Provinz Africa proconsularis (heute nördliches Tunesien) lag. Der Bischofssitz war der Kirchenprovinz Karthago zugeordnet.
| Titularbischöfe von Tagarata |                            |                                                 |                    |                 |
| Nr.                          | Name                       | Amt                                             | von                | bis             |
| 1                            | József Ijjas               | Apostolischer Administrator von Csanád (Ungarn) | 15. September 1964 | 10. Januar 1969 |
| 2                            | Antonio González Zumárraga | Weihbischof in Quito (Ecuador)                  | 17. Mai 1969       | 30. Januar 1978 |
| 3                            | Héctor Gabino Romero       | Weihbischof in Lomas de Zamora (Argentinien)    | 26. Mai 1978       | 7. Januar 1984  |
| 4                            | Jan Bagiński               | Weihbischof in Oppeln (Polen)                   | 8. Juli 1985       | 19. Mai 2019    |
| 5                            | Midyphil B. Billones       | Weihbischof in Cebu (Philippinen)               | 16. Juli 2019      | 2. Februar 2025 |